# زيغود يوسف
 زيغود يوسف هو قائد المنطقة الثانية (قسنطينة) بعد وفاة ديدوش مراد من أبرز القادة في الثورة الجزائرية.

## مولده ونشأته
ولد زيغود يوسف في 18 فبراير 1921، بقرية «سمندو» التي تحمل اليوم اسمه والتي كانت تابعة لولاية سكيكدة وتقع حاليا شمال ولاية قسنطينة، زاول تعليمه في الكتاتيب لحفظ القرآن كما درس في المدرسة الابتدائية ونال شهادة التعليم الابتدائي. ولأسباب كثيرة وظروف صعبة توقف عن متابعة تعليمه.

## نضاله
تأثر زيغود يوسف في طفولته بخطب ابن باديس. انخرط وعمره 17 عاماً في حزب الشعب الجزائري، وأصبح سنة 1938 المسؤول الأول للحزب «بعنابة».
بعد انتخابه ممثلاً لحركة انتصار الحريات الديمقراطية، انضمّ للمنظمة الخاصة التي أُوكل إليها توفير الشروط الضرورية لاندلاع الكفاح المسلح وكان لمجازر الثامن مايو 1945 الأثر البليغ في انضمامه إلى الحركة.
سنة 1950 ألقت الشرطة الاستعمارية القبض على زيغود يوسف بتهمة الانتماء إلى المنظمة الخاصة إلى غاية أبريل 1954 تاريخ فراره من سجن عنابة.

## حرب التحرير الجزائرية

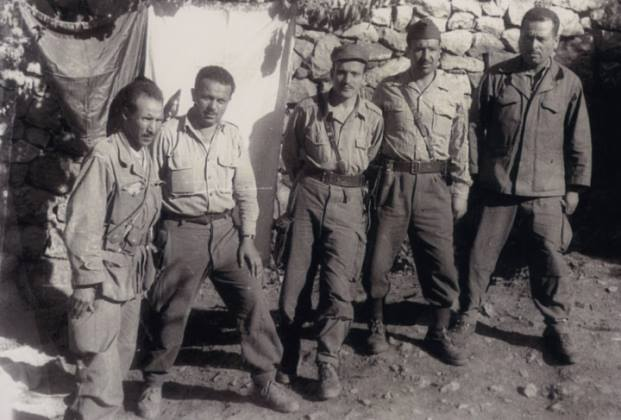
صورة تذكارية في مؤتمر الصومام من اليمين لليسار: أعمر أوعمران، كريم بلقاسم، العربي بن مهيدي، عبان رمضان، زيغود يوسف

في 1954 التحق باللّجنة الثورية للوحدة والعمل.
في أول نوفمبر 1954 كان إلى جانب ديدوش مراد، مسؤول الشمال القسنطيني الذي أصبح يُسمَّى الولاية الثانية حسب تقسيم جيش التحرير الوطني.
بعد مقتل ديدوش مراد، تولى زيغود يوسف خلافته ومن موقع هذه المسؤولية قام بتنظيم الهجوم الشهير، هجمات 20 أوت 1955 الذي كان له أثر كبير في التجنيد الشعبي من أجل معركة التحرير، بعد عام كامل وفي 20 أوت 1956 انعقد مؤتمر الصومام الذي وضع الهياكل التنظيمية للثورة وعُيِّن زيغود يوسف عضوا بالمجلس الوطني للثورة الجزائرية مع ترقيته إلى رتبة «عقيد» في جيش التحرير وتأكيده قائداً للولاية الثانية.

## مقتله
بعد عودته إلى الولاية الثانية وشروعه في تنفيذ قرارات المؤتمر، وخلال إحدى جولاته لتنظيم الوحدات العسكرية   قُتل في فخٍ وضعه الفرنسيون يوم 23 سبتمبر 1956 في سيدي مزغيش، سكيكدة وعمره لم يتجاوز 35 سنة.

## تذكار زيغود يوسف بسكيكدة

تمثال زيغود يوسف.